# 瑶山瑶族乡
瑶山瑶族乡是中华人民共和国贵州省黔南布依族苗族自治州荔波县下辖的一个民族乡。
2014年4月14日，贵州省人民政府批复荔波县部分乡镇行政区划调整，新设置的瑶山瑶族乡辖原瑶山瑶族乡、捞村乡，乡人民政府驻拉片村。

## 行政区划
瑶山瑶族乡下辖以下村级行政区划单位：
拉片村、红光村、高桥村、菇类村、群力村、平岩村、力书村和巴平村。

## 中国传统村落
2012年，董蒙村被评为首批“中国传统村落”。